# Agatodemo
Agatodemo de Alexandria (em grego clássico: Ἀγαθοδαίμων Ἀλεξανδρεὺς, Agathodaímōn Alexandreùs) foi um cartógrafo grego ou egípcio helenizado, que provavelmente viveu em Alexandria, Egito romano, durante a Antiguidade Tardia, provavelmente no século II d.C.
Agatodemo é mencionado em alguns dos primeiros manuscritos da Geografia de Ptolomeu:
Ἐκ τῶν Κλαυδίου Πτολεμαίου Γεογραφικῶν βιβλίων ὄκτο τὴν οἰκουμένην πᾶσαν Ἀγαθοδαίμων Ἀλεξανδρεὺς ὑπετύπωσε “A partir dos oito livros de geografia de Cláudio Ptolemeu (século II), Agatodemo de Alexandria delineou todo o mundo habitável.”
A frase aparece no texto corrido da Geografia, não como legenda nos mapas em si. Como as inscrições são as únicas referências sobreviventes a ele e esses manuscritos só sobreviveram a partir do final do século XIII, o máximo que se pode afirmar conclusivamente é que ele viveu em algum momento entre 150 e 1300 d.C., embora seu nome clássico e epíteto — “o alexandrino” — provavelmente o coloquem antes da queda de Alexandria para o Califado em 641, em vez de ser contemporâneo da reconstrução do atlas ptolomaico por Máximo Planudes após 1295.
Na Geografia, Ptolomeu mostra sua familiaridade com os mapas existentes, criticando as imprecisões introduzidas por outros cartógrafos no trabalho de Marino de Tiro devido a dados inadequados. Ptolomeu tentou remediar esses erros fornecendo legendas de amostra adequadas em seus próprios livros VII e VIII. Nessas seções, ele menciona explicitamente que seu texto deveria ser acompanhado por mapas construídos de acordo com seus princípios.
Arnold Hermann Ludwig Heeren argumentou que Agatodemo foi o cartógrafo responsável por esses mapas originais, enquanto Paul Dinse sugeriu que ele foi o transcritor dos rolos de papiro originais para os códices. Joseph Fischer propôs que Agatodemo elaborou somente o mapa-múndi, mas não os mapas regionais, com base em diferenças nos primeiros manuscritos.
Um dos principais pontos de discórdia é que os mapas regionais de Ptolomeu usam a projeção cilíndrica de Marino, criticada por Ptolomeu, em vez de uma das projeções preferidas de Ptolomeu. O mapa-múndi, entretanto, usa a projeção menos preferida de Ptolomeu.
Agatodemo é às vezes confundido com duas outras figuras: o alquimista Agatodemo, do século III, e o gramático Agatodemo, do século V, que se correspondeu com Isidoro de Pelúsio.